# Muzeum Kampa
Muzeum Kampa – galeria sztuki współczesnej w Pradze, w Czechach, pokazująca prace środkowoeuropejskie (w szczególności czeskie). Część kolekcji to prywatne zbiory Medy Mladek, żony Jana V. Mladka. Muzeum zostało otwarte w 2003 roku i mieści się na Sovovy mlýny, na wschodnim brzegu wyspy Kampa, nad rzeką Wełtawą.
Znajduje się tam duża rzeźba krzesła autorstwa Magdaleny Jetelovej, które umiejscowione jest poza muzeum i jest głównym punktem orientacyjnym widocznym z całej Wełtawy.